# Seibu série 40000
La série 40000 (40000系, 40000-kei) de Seibu est un type de rame automotrice exploitée depuis 2017 par la compagnie Seibu au Japon.

## Description
Les rames sont composées de 10 voitures comprenant chacune 4 paires de portes.
L'espace voyageurs se compose de banquettes longitudinales dont certaines peuvent pivoter en position transversale. Un espace appelé "zone partenaire" est situé en voiture 10. Il est dédié aux voyageurs en fauteuils roulant ou avec des bagages volumineux.

## Histoire
La première rame est entrée en service le 25 mars 2017, en même temps que les services "S-Train" qui proposent des places réservées. La série a remporté un Good Design Award en 2017.

## Services
Les rames circulent sur les lignes Chichibu, Ikebukuro, Shinjuku et Haijima du réseau Seibu, ainsi que sur les lignes interconnectées : les lignes Yūrakuchō et Fukutoshin du Tokyo Metro, la ligne Tōkyū Tōyoko et la ligne Minatomirai.

## Galerie photos

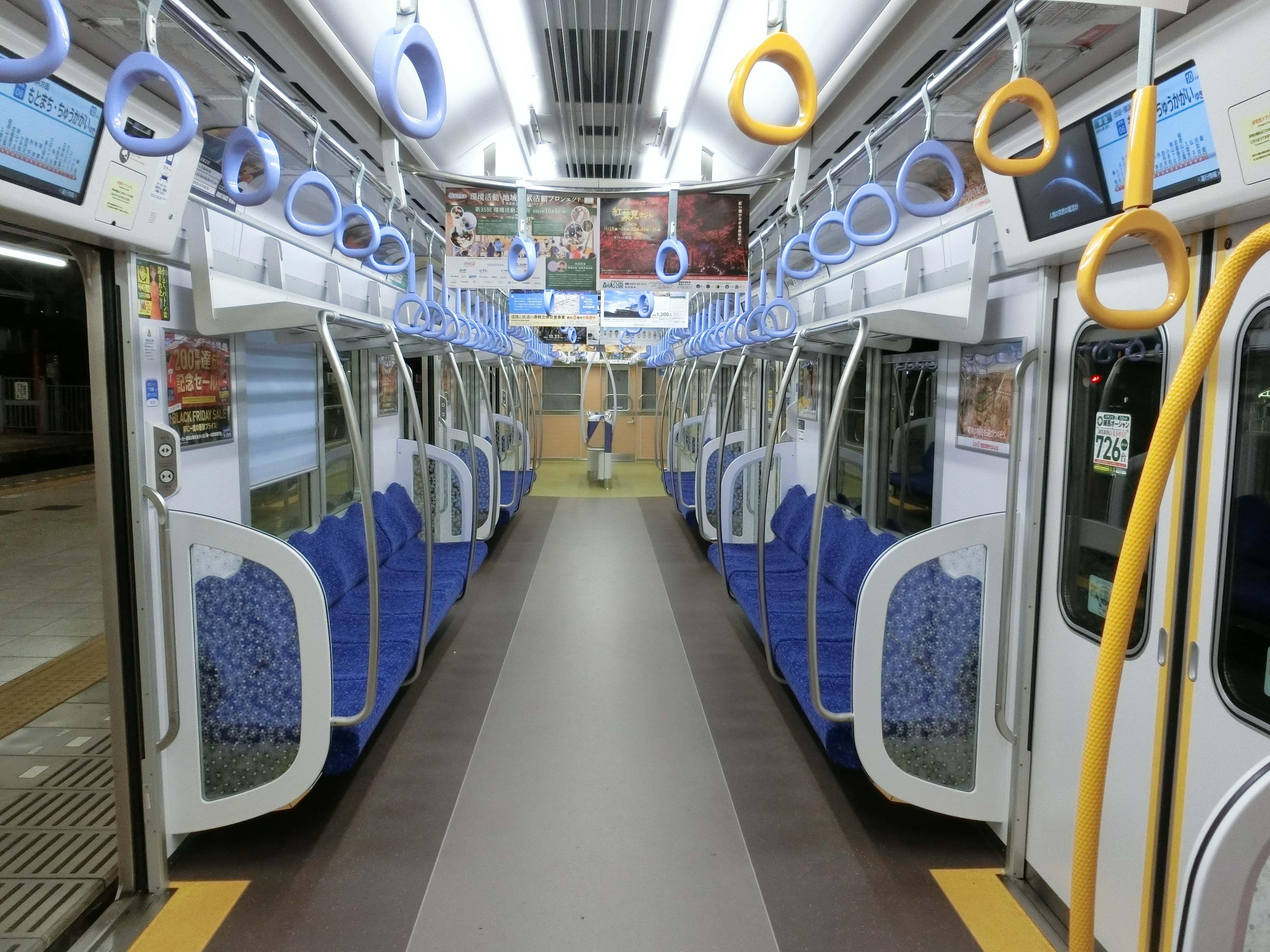
Sièges longitudinaux
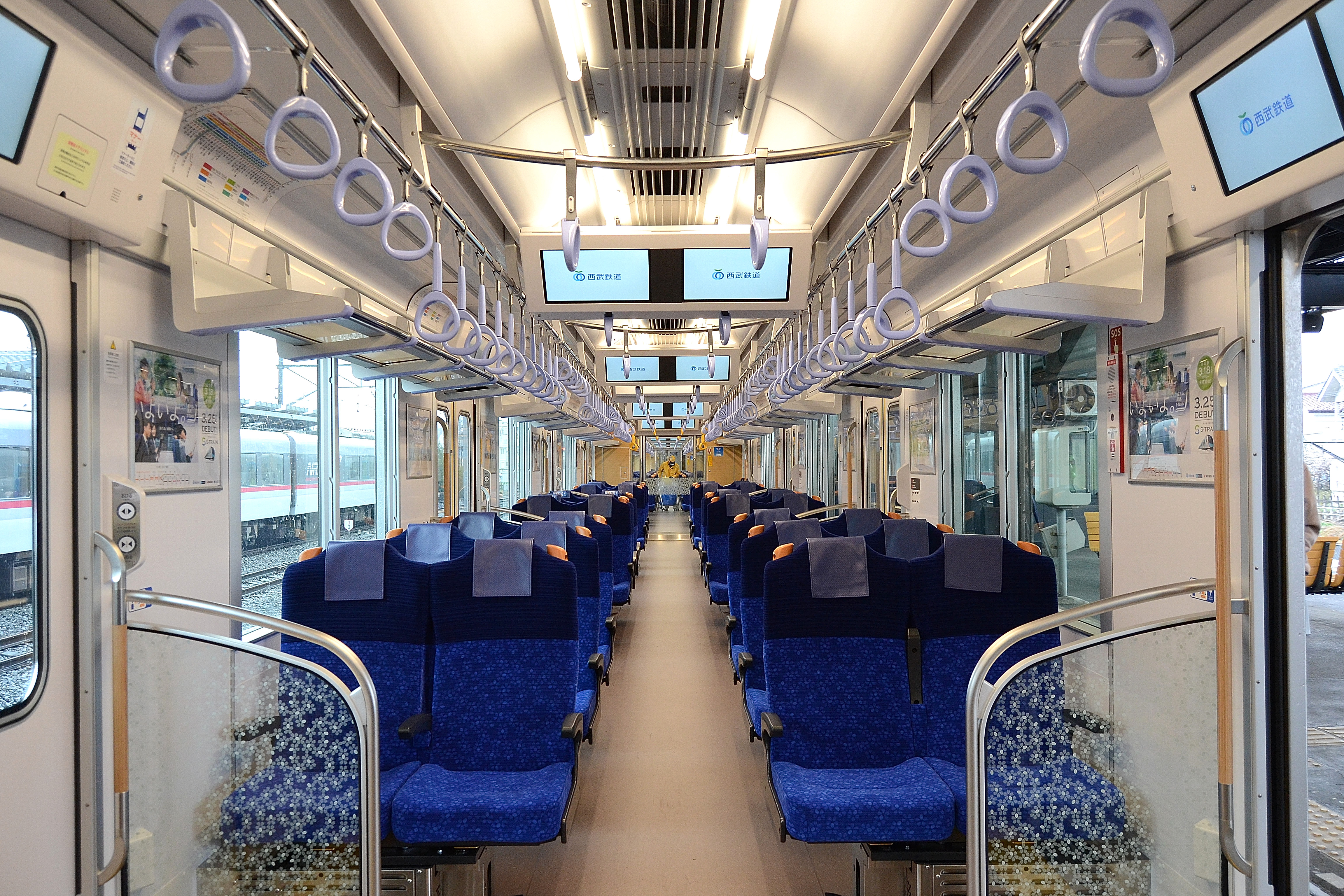
Sièges transversaux
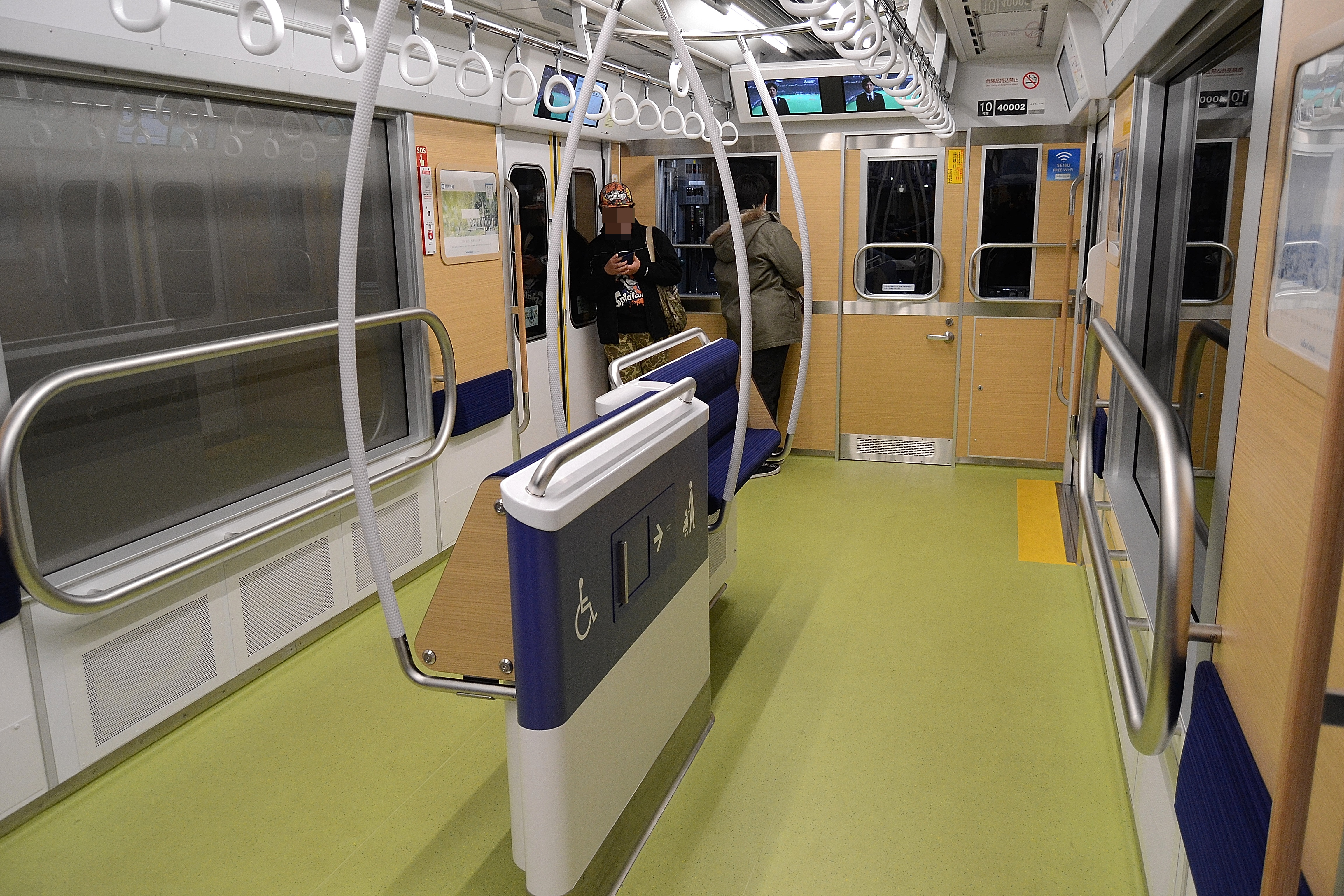
Espace réservé aux usagers en fauteuils roulants et aux bagages volumineux.